# Шанхайский кинофестиваль 1993
Первый Шанхайский международный кинофестиваль прошёл в Шанхае (КНР) с 7 по 14 октября 1993 года. В нём участвовало 167 фильмов из 33 стран, зрителями фестиваля стали 300 тысяч человек.

## Жюри
- Се Цзинь (КНР)
- Оливер Стоун (США)
- Нагиса Осима (Япония)
- Цуй Харк (Гонконг)
- Пол Кокс (Австралия)
- Карен Шахназаров (Россия)

## Победители
| Награда                  | Призёр                                      | Страна               |
| ------------------------ | ------------------------------------------- | -------------------- |
| Лучший фильм             | Холм, откуда нет возврата, режиссёр Ван Тун | Китайская Республика |
| Лучшая режиссура         | Им Квон Тхэк за фильм Seopyeonje            | Республика Корея     |
| Лучшая мужская роль      | Jan Decleir за фильм Daens                  | Бельгия              |
| Лучшая женская роль      | Oh Jung Hae за фильм Seopyeonje             | Республика Корея     |
| Специальная награда жюри | фильм Cageman (режиссёр Jacob Cheung)       | Гонконг              |